# Thomas Sully
Thomas Sully (19. juni 1783 i Horncastle (Lincolnshire) – 5. november 1872 i Philadelphia) var en engelsk-amerikansk maler.

## Biografi
Sully kom som barn til Amerika, gik i lære i Charleston (under Belzons), senere i Boston (Gilbert Stuart) og London (Benjamin West). Han blev en af Amerikas mest berømte portrætmalere; malede under sine mange Europarejser bl.a. dronning Victoria i kroningsdragt (1838), Lafayette, endvidere Jefferson, C.F. Cooke, skuespillerinder og andre dameportrætter o. s. fr. Hans populære maleri Washington går over Delaware kom til museet i Boston. Han udførte også illustrationer (Shakespeare m. v.).